# کاترین آرنولد
کاترین آرنولد (به انگلیسی: Catharine Arnold) روزنامه‌نگار، پژوهشگر و استاد دانشگاه بریتانیایی است که بیشتر به خاطر مجموعه‌ای از پنج کتاب مشهور تاریخی دربارهٔ «لندن» شناخته می‌شود: «شهر مردگان: لندن و مردگانش» (۲۰۰۶)، «بدلام: لند و دیوانگانش» (۲۰۰۸)، «شهر گناه: لندن و بدی‌ها و پلیدی‌هایش» (۲۰۱۰)، «دنیای زیرزمینی لندن: جنایت و مکافات در پایتخت» (۲۰۱۲) و «زندگی بلورین در لندن شکسپیری» (۲۰۱۵). جدیدترین کتاب او «همه‌گیری ۱۹۱۸: داستان مرگبارترین آنفولانزا در تاریخ» است که در سال ۲۰۱۸ نوشته شده‌است. کاترین آرنولد مدرس زبان انگلیسی در کالج گیرتون، کمبریج و دارای مدرک فوق لیسانس روان‌شناسی است.